# Piotr Dobrowolski (aktor)
Piotr Dobrowolski (ur. w 1960 w Warszawie) – polski aktor dubbingowy. Absolwent Wydziału Aktorskiego PWST w Warszawie (1982).

## Dubbing
Aktor zawsze udzielał głosu Dale’owi w produkcjach Walta Disneya.
Lista wybranych ról dubbingowych:
- Smerfy:
  - Smerf Farmer (sezon 1, 2, 5, 6, 8 i część 7),
  - Smerf Śpioch (sezon 5, 6, 8 i część 7),
  - Smerf Marzyciel (stara wersja dubbingowa sezonów 1, 2, 3, 4)
- Kacze opowieści – Kaczuch (stara wersja dubbingowa)
- Łebski Harry – Hektor
- Chip i Dale: Brygada RR – Dale
- Przygody Myszki Miki i Kaczora Donalda – Dale
- Kaczor Donald przedstawia – Dale
- Café Myszka – Dale
- Myszka Miki i przyjaciele – Dale
- Odwrócona góra albo film pod strasznym tytułem – Pink
- Przygody Animków
- Tajemnice wiklinowej zatoki (polski serial animowany)
- Skunks Fu